# Papilio alcmenor
Papilio alcmenor is een vlinder uit de familie van de pages (Papilionidae). De vlinder komt voor in Zuidoost-Azië. De spanwijdte is ongeveer 11 centimeter.